# Ciminius taosa
Ciminius taosa är en insektsart som först beskrevs av Ball 1936.  Ciminius taosa ingår i släktet Ciminius och familjen dvärgstritar. Inga underarter finns listade i Catalogue of Life.